# Tuc de Guilhèm
El Tuc de Guilhèm és una muntanya de 2.393 metres que es troba al municipi de Vielha e Mijaran, a la comarca de la Vall d'Aran.